# Cambiago
Cambiago település Olaszországban, Lombardia régióban, Milánó megyében. Lakosainak száma 7120 fő (2023. január 1.). Cambiago Basiano, Cavenago di Brianza, Caponago, Gessate, Masate, Pessano con Bornago és Agrate Brianza községekkel határos.

## Népesség
A település népességének változása:
| Lakosok száma | 6730 | 6906 | 6954 | 7120 |
|               | 2013 | 2017 | 2018 | 2023 |